# Чабанівська сільська рада (Кам'янець-Подільський район)
Чабані́вська сільська́ ра́да — адміністративно-територіальна одиниця та орган місцевого самоврядування в Кам'янець-Подільському районі Хмельницької області. Адміністративний центр — село Чабанівка.

## Загальні відомості
Чабанівська сільська рада утворена в 1923 році.
- Територія ради: 56,51 км²
- Населення ради: 1 478 осіб (станом на 2001 рік)
- Територією ради протікає річка Ушиця

## Населені пункти
Сільській раді підпорядковані населені пункти:
- с. Чабанівка
- с. Гута-Чугорська
- с. Липи
- с. Лисківці

## Склад ради
Рада складається з 16 депутатів та голови.
- Голова ради: Гаврилюк Олександр Петрович
- Секретар ради: Мельник Василь Миколайович

### Керівний склад попередніх скликань
| Прізвище, ім'я, по батькові | Основні відомості                                                               | Дата обрання | Дата звільнення |
| --------------------------- | ------------------------------------------------------------------------------- | ------------ | --------------- |
| Сендзюк Ігор Ананійович     | Сільський голова, 1951 року народження, безпартійний                            | 26.03.2006   | 31.10.2010      |
| Гаврилюк Олександр Петрович | Сільський голова, 1963 року народження, освіта середня спеціальна, безпартійний | 31.10.2010   |                 |

Примітка: таблиця складена за даними сайту Верховної Ради України

### Депутати
За результатами місцевих виборів 2010 року депутатами ради стали:

#### За суб'єктами висування
| Суб'єкт висування | Кількість обраних депутатів | %  |
| ----------------- | --------------------------- | -- |
| Самовисування     | 12                          | 75 |
| Народна партія    | 4                           | 25 |

#### За округами
| № округу       | Прізвище, ім'я, по батькові     | Дата визнання обраним | Освіта             | Партійна приналежність | Відомості про обраного депутата                        |
| -------------- | ------------------------------- | --------------------- | ------------------ | ---------------------- | ------------------------------------------------------ |
| Народна Партія |                                 |                       |                    |                        |                                                        |
| 8              | Петрук Петро Васильович         | 01.11.2010            | середня            | позапартійний          | лісничий                                               |
| 9              | Газінський Олександр Петрович   | 01.11.2010            | середня            | позапартійний          | Чабанівський НВК, оператор котельні                    |
| 12             | Мізик Микола Іванович           | 01.11.2010            | середня            | член Народної партії   | лісник                                                 |
| 16             | Гайдук Олег Іванович            | 01.11.2010            | середня спеціальна | член Народної партії   | лісник                                                 |
| Самовисування  |                                 |                       |                    |                        |                                                        |
| 1              | Хаснулін Микола Іванович        | 01.11.2010            | вища               | позапартійний          | тимчасово не працює                                    |
| 2              | Бабіна Марія Олексіївна         | 01.11.2010            | вища               | позапартійна           | Чабанівська НВК, директор                              |
| 3              | Данілова Наталія Степанівна     | 01.11.2010            | середня            | позапартійна           | Чабанівська с\рада, техпрацівник                       |
| 4              | Брицький Сергій Петрович        | 01.11.2010            | середня спеціальна | позапартійний          | Чабанівський фельдшерсько-акушерський пункт, завідувач |
| 5              | Мельник Василь Миколайович      | 01.11.2010            | вища               | позапартійний          | Чабанівська с\рада, секретар                           |
| 6              | Галатир Наталія Іванівна        | 01.11.2010            | середня            | позапартійна           | магазин, приватний підприємець                         |
| 7              | Калюжняк Анатолій Володимирович | 01.11.2010            | середня            | позапартійний          | приймальник молока                                     |
| 10             | Заболотна Наталія Василівна     | 01.11.2010            | середня            | позапартійна           | Дитячий садок, прачка                                  |
| 11             | Мусій Ганна Володимирівна       | 01.11.2010            | середня спеціальна | позапартійна           | Сільська бібліотека, бібліотекар                       |
| 13             | Мельник Ольга Василівна         | 01.11.2010            | вища               | позапартійна           | Відділення зв'язку, оператор                           |
| 14             | Слободянюк Михайло Феодосійович | 01.11.2010            | вища               | позапартійний          | пенсіонер                                              |
| 15             | Сморжевський Анатолій Петрович  | 01.11.2010            | середня            | позапартійний          | тимчасово не працює                                    |